# Ruiny Gorlanu
Ruiny Gorlanu (ang. The Ruins of Gorlan) – pierwsza książka z cyklu powieści fantasy Zwiadowcy, autorstwa australijskiego pisarza Johna Flanagana.

## Opis fabuły
Will ma piętnaście lat. Jako niemowlę został znaleziony pod drzwiami zamkowego sierocińca. Jest przekonany, że jego ojciec był potężnym rycerzem, który umarł na polu bitwy. Gdy nadchodzi Dzień Wyboru, w którym podopieczni sierocińca wybierają swój zawód, ma nadzieję, by uczcić pamięć ojca zostając uczniem Szkoły Rycerskiej. Zamiast tego, zostaje członkiem tajemniczego Korpusu Zwiadowców. Ćwiczy się w sekretnych umiejętnościach zwiadowców i dowiaduje o ich roli w królestwie Araluenu. Jego pierwszą próbą będzie wyprawa na poszukiwanie kalkarów.